# Cameron van der Burgh
Cameron van der Burgh (n. 25 mai 1988, Pretoria, Africa de Sud) este un înotător ce a reprezentat Africa de Sud, medaliat olimpic. A participat la 3 ediții ale Jocurilor Olimpice (2008, 2012, 2016) în care a câștigat o medalie de aur și o medalie de argint.